# أيقوت دمير
أيقوت دمير (22 أكتوبر 1988 ببيرخن أوب زووم في هولندا - ) هو لاعب كرة قدم هولندي وتركي في مركز قلب الدفاع. شارك مع منتخب تركيا تحت 17 سنة لكرة القدم ومنتخب تركيا تحت 18 سنة لكرة القدم ومنتخب تركيا تحت 19 سنة لكرة القدم ومنتخب تركيا تحت 21 سنة لكرة القدم ومنتخب تركيا ب لكرة القدم ‏ ومنتخب تركيا لكرة القدم. أما مع النوادي، فقد لعب مع غنتشلربيرليغي ونادي إكسلسيور ونادي طرابزون سبور وناك بريدا وTrabzonspor (women's football) ‏.

## وصلات خارجية
- أيقوت دمير على موقع الاتحاد الدولي (مؤرشف)  (الإنجليزية)
- أيقوت دمير على موقع الاتحاد الأوربي (الإنجليزية)
- أيقوت دمير على موقع اتحاد تركيا (لاعب) (الإنجليزية)
- أيقوت دمير على موقع قاعدة بيانات كرة القدم.إي يو (الإنجليزية)
- أيقوت دمير على موقع ناشيونال فوتبول تيمز (الإنجليزية)
- أيقوت دمير على موقع Soccerway.com (الإنجليزية)
- أيقوت دمير على موقع عالم كرة القدم.نت (الإنجليزية)
- أيقوت دمير على موقع AS.com (الإسبانية)